# Mireille dans la vie des autres
Mireille dans la vie des autres ('Mireille in het leven van de anderen') is een Belgische dramafilm uit 1979 geregisseerd door Jean-Marie Buchet. De film was geselecteerd op het internationale filmfestival van Moskou in 1979.

## Verhaal
Vier neurotische jongeren, twee meisjes en twee jongens, zijn onderweg naar volwassenheid. Mireille is de spil waar alles om draait. De twee jongens zijn heimelijk verliefd op haar, maar Mireille kiest voor een burgerlijk leven met een boekhouder. Twee anderen kiezen voor elkaar. Jacques blijft over; hij vertrekt naar het buitenland.

## Rolverdeling
| Acteur               | Personage             |
| -------------------- | --------------------- |
| Sylvain Bailly       | Jacques               |
| Chantal Descampagne  | Edwige                |
| Alain Lamarque       | Alphonse              |
| Eric Schoonejans     | Sylvain               |
| Véronique Speeckaert | Mireille              |
| Michel Lechat        | Oscar                 |
| Tatiana Moukhine     | Germaine              |
| Yvonne Clech         | de moeder van Jacques |
| Jean-Pierre Dougnac  | de vader van Jacques  |